# Couvent des Dominicains de Collioure
Le couvent des dominicains de Collioure est un  ancien couvent de dominicains situé sur la commune de Collioure.

## Historique
Ce couvent fut fondé en 1290 à la suite de la requête du roi Jacques II de Majorque qui souhaitait voir s’établir des religieux dominicains dans la ville de Collioure. Grâce à la générosité d’un riche et pieux bourgeois issu d’une prestigieuse famille de la ville, Guillaume Puig d’Orfila, un terrain et des bâtiments extra-muros situés à 200 m à peine des remparts de la ville, furent mis à la disposition des frères Prêcheurs. Pierre Missa et Jacques de Arulio furent respectivement les premiers prieur et lecteur de ce couvent. Les bâtiments furent rapidement aménagés d’une manière plus appropriée à la vie conventuelle. Bien qu’aucun document ne fasse état de la construction du complexe, de nombreux dons attestés par des archives favorisèrent l’essor de la communauté religieuse et donnèrent probablement une impulsion particulièrement vive à la progression des travaux.  
Situé à l’extrémité de la plage du Port d’Avall, ce couvent s’imposait ainsi entre la montagne et la mer. Cette situation explique notamment que l’église ne soit pas orientée.

## Protection
Le mur de l'ancien cloître à droite de l'entrée de l'ancienne église fait l’objet d’un classement au titre des monuments historiques depuis le 15 juillet 1928.
La porte, les deux arcatures de la façade et les fragments anciens encastrés dans cette façade font l’objet d’un classement au titre des monuments historiques depuis le 5 novembre 1928.
L'ancienne église des Dominicains ainsi que les vestiges du couvent des Dominicains, font l’objet d’une inscription au titre des monuments historiques depuis le 24 juillet 2008.

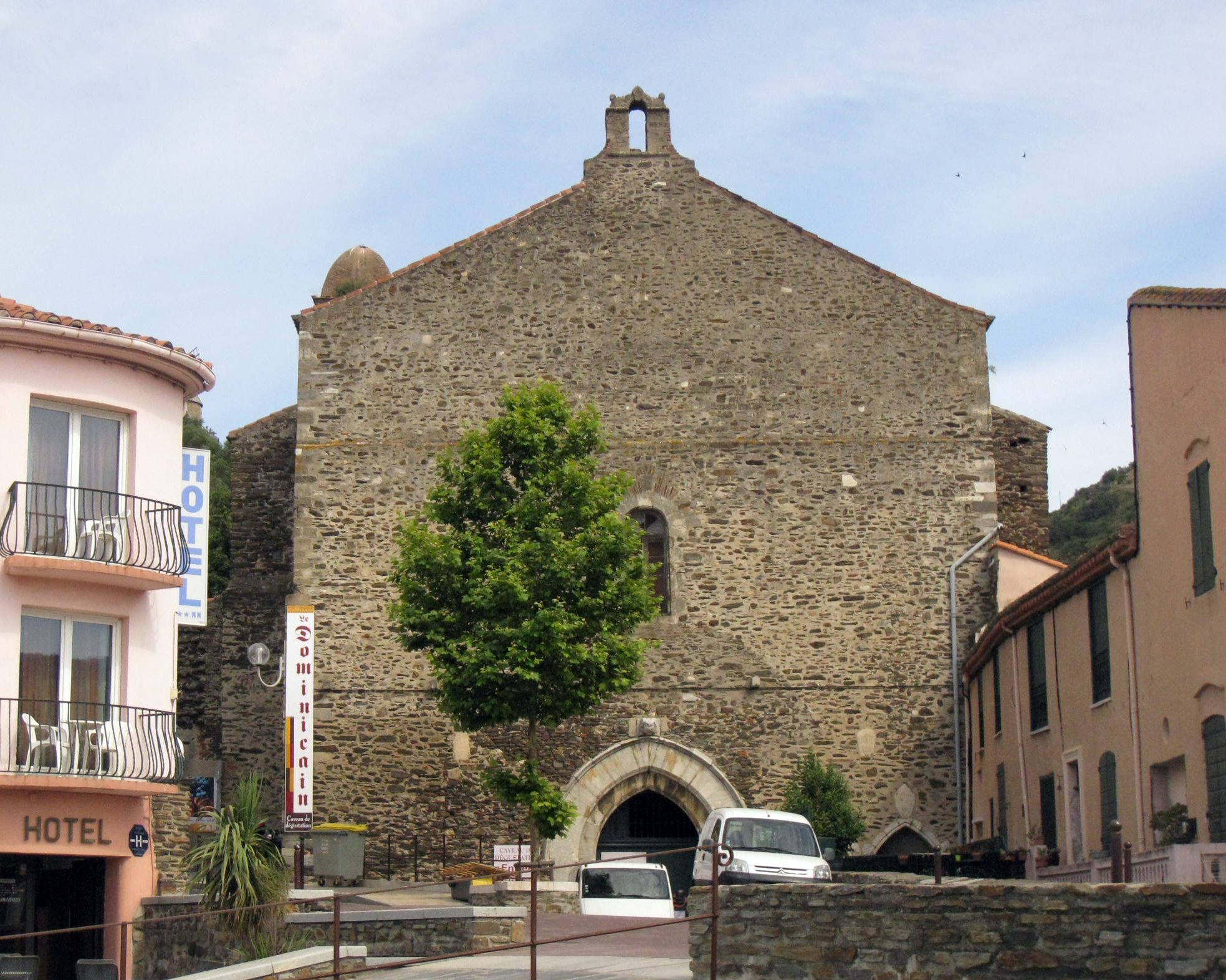
Façade de l'église.
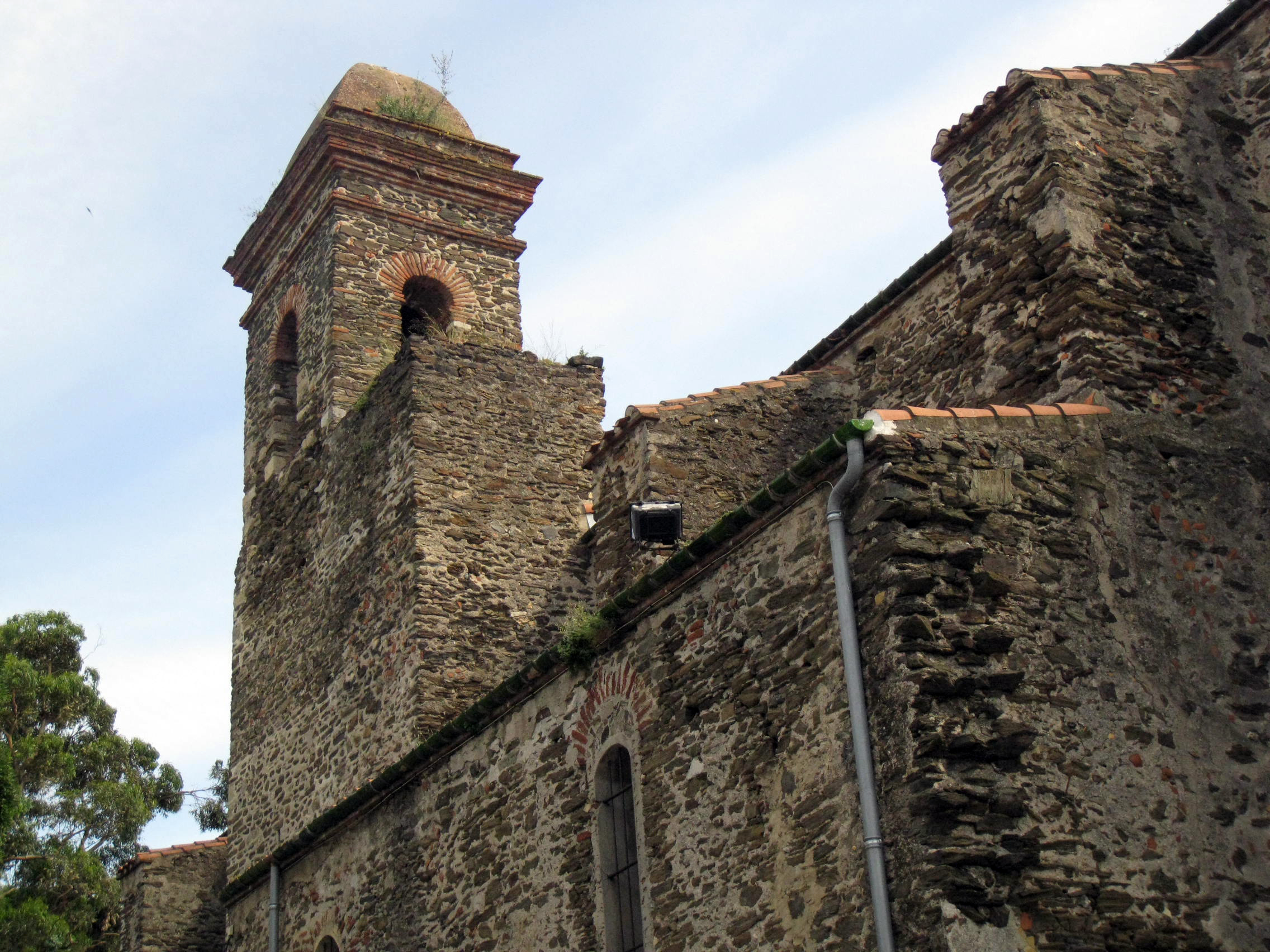
Clocher.

## L’église
Cette église a été consacrée en 1457. Cette consécration ne fut certainement pas la première. Elle eut lieu à la suite d'importantes restaurations rendues nécessaires par l'occupation du couvent par l’armée aragonaise en 1344 lors de la guerre fratricide qui opposa les rois aragonais et majorquais, et peut-être à la suite de dégradations causées par le tremblement de terre qui a frappé le Roussillon en 1428. Cette église aurait donc été construite au XIVe siècle dès les origines de ce couvent.
Elle revêt la forme d’une structure à nef unique sans transept ni bas-côtés soit une église de type gothique méridional, forme architecturale prédominante dans la région. La nef mesure environ 42 m de long et 14 m de large. Cet important vaisseau était nécessaire aux religieux pour rassembler les foules et annoncer la Bonne Parole. Cette nef est épaulée par des contreforts extérieurs qui ne remplissent aucun rôle structurel. Six chapelles latérales furent installées entre ces contreforts à différentes époques. Seulement cinq d’entre elles subsistent actuellement. Elles revêtent des proportions diverses et sont voûtées d’ogives. Deux petites chapelles ont été construites de part et d’autre de la dernière travée. Peu profondes, l’une est voûtée d’ogives tandis que l’autre a reçu un traitement en berceau. 
La nef, quant à elle, a reçu un couvrement en charpente reposant sur des arcs diaphragmes en pierre. 
Le chœur de cette église présente aujourd’hui la forme d’un chevet plat. Ses proportions ne correspondent certainement pas à celles des origines. Le chevet devait être polygonal à cinq ou sept pans et devait être voûté d’ogives comme le prescrivaient les Constitutions de l’Ordre de saint Dominique. Cette hypothèse se voit confirmée par les traces d’arrachements ainsi que par le grand arc de décharge aujourd’hui visibles à l’extérieur de l’édifice. L’extérieur de l’église présente un appareil régulier. La façade principale, tournée vers la ville, est ornée par un grand portail à arc brisé composé de larges claveaux de marbre blanc veiné de gris et d’une double archivolte. Ce portail a été classé aux Monuments Historiques par décret le 5 novembre 1928 tout comme les deux arcatures situées à gauche de celui-ci. Ces deux enfeus signalaient à l’origine la présence de sépultures. Réservés aux familles aisées, les blasons situés au-dessus n’ont malheureusement jamais été identifiés. Sur la paroi septentrionale de cet édifice, installé entre deux contreforts, a été édifié un clocher. Aujourd’hui, il se présente couvert d’une petite coupole en briques à quatre pans.
L’examen interne de l’édifice est rendu difficile par les aménagements de la cave coopérative vinicole « Le Dominicain ». La charpente apparente d’origine laisse néanmoins entrevoir un décor peint.

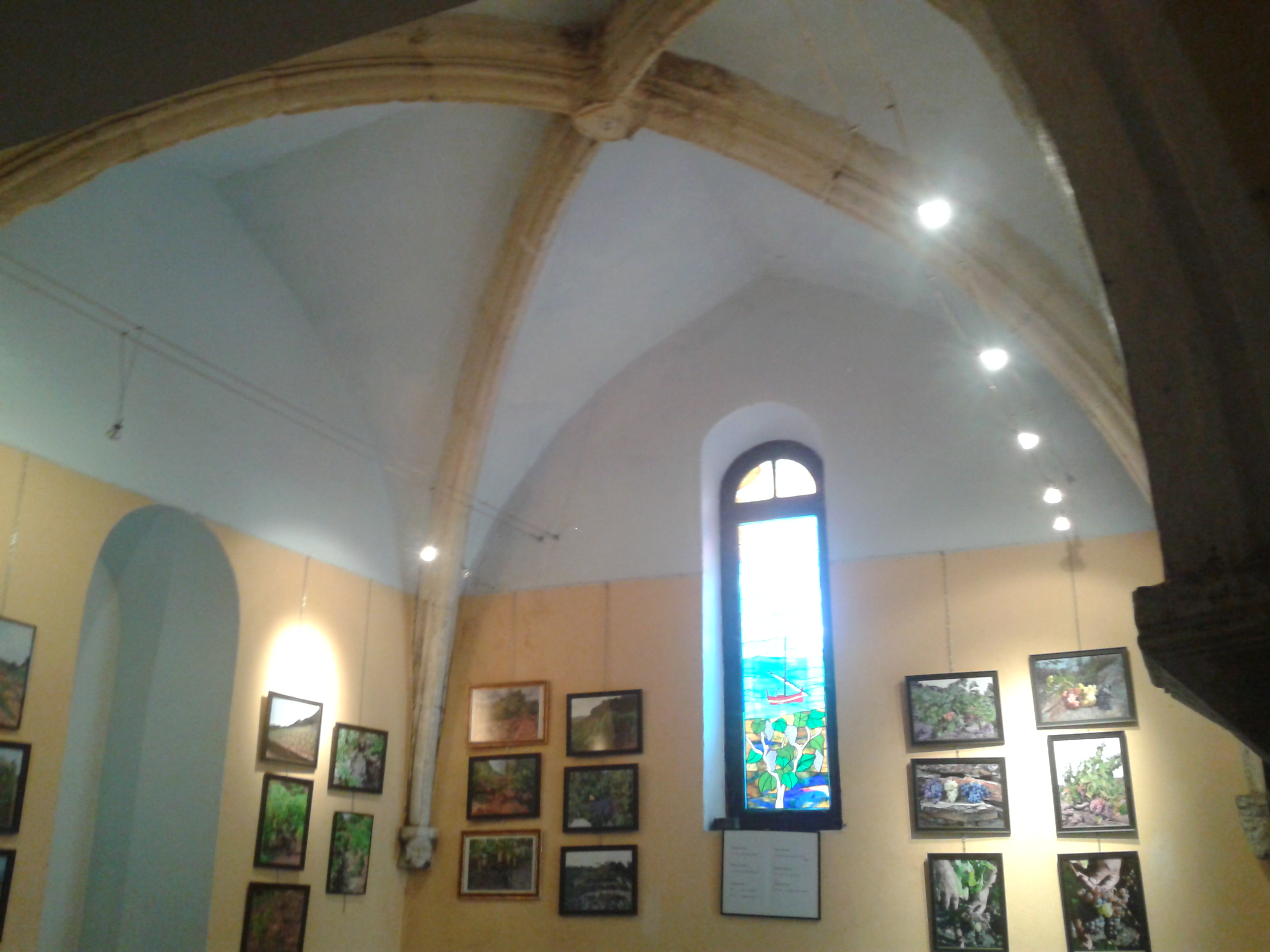
Vue intérieure de l'une des chapelles.
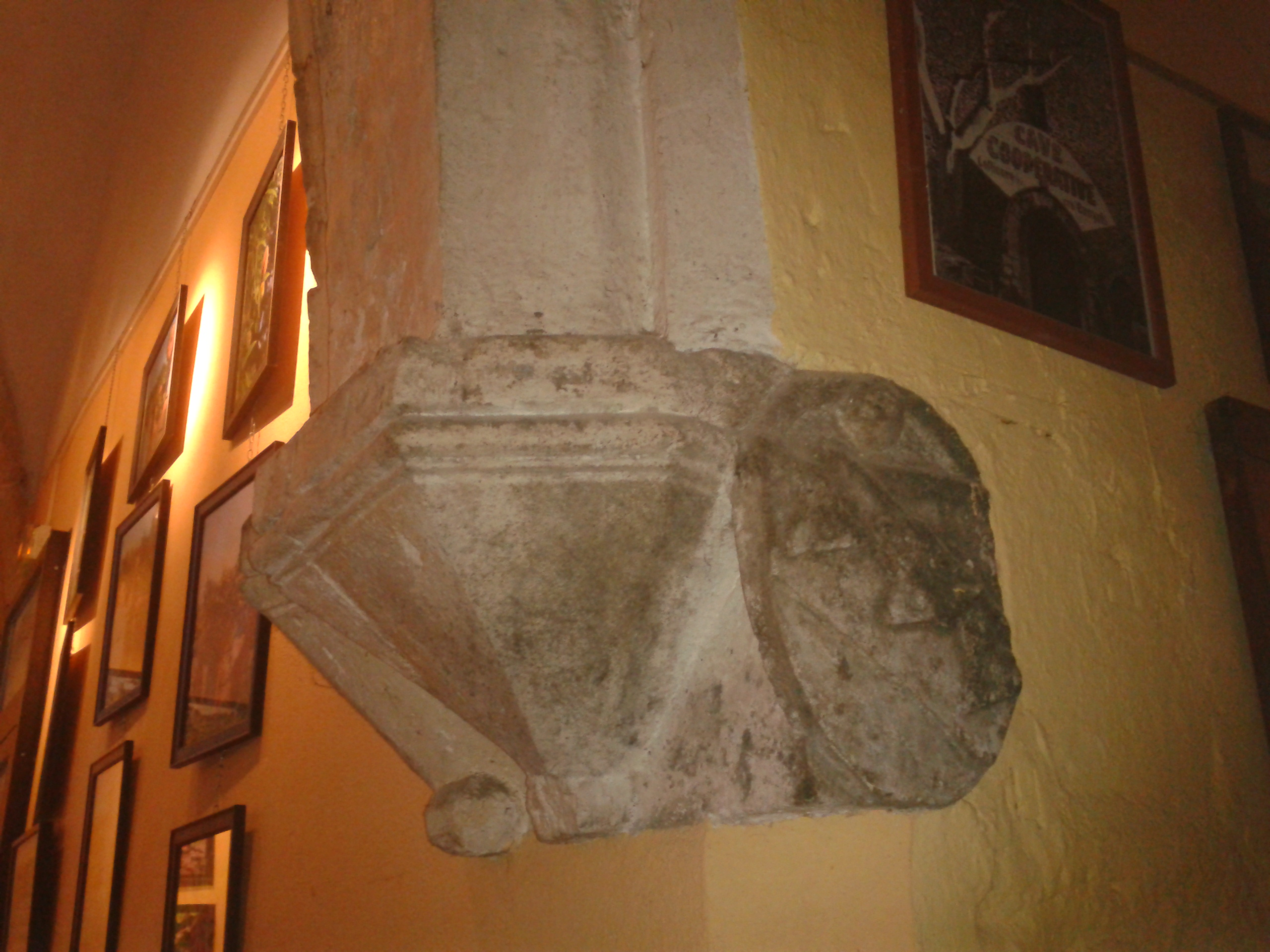
Culot de la voûte d'une chapelle.
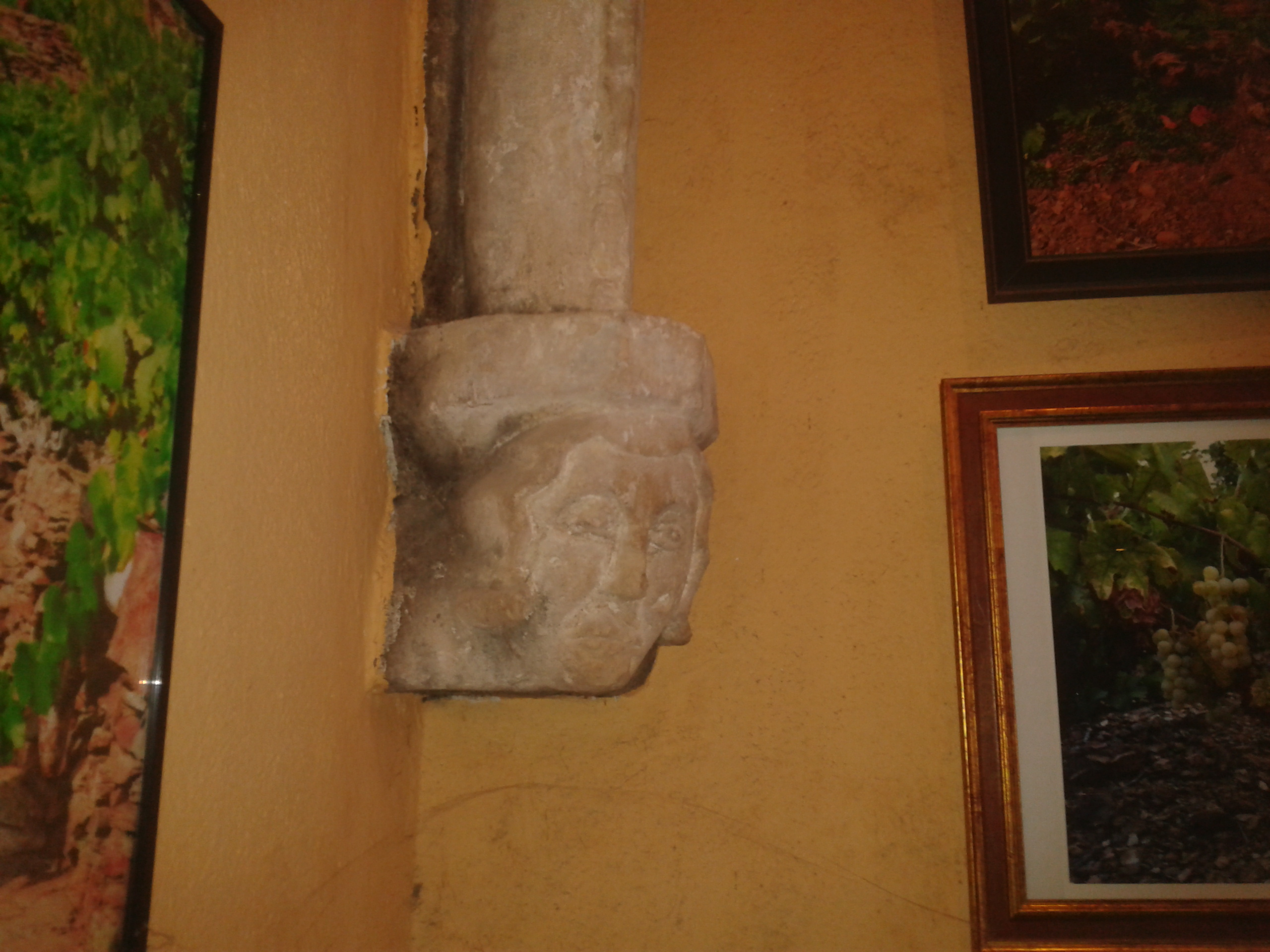
Sculpture d'une chapelle.
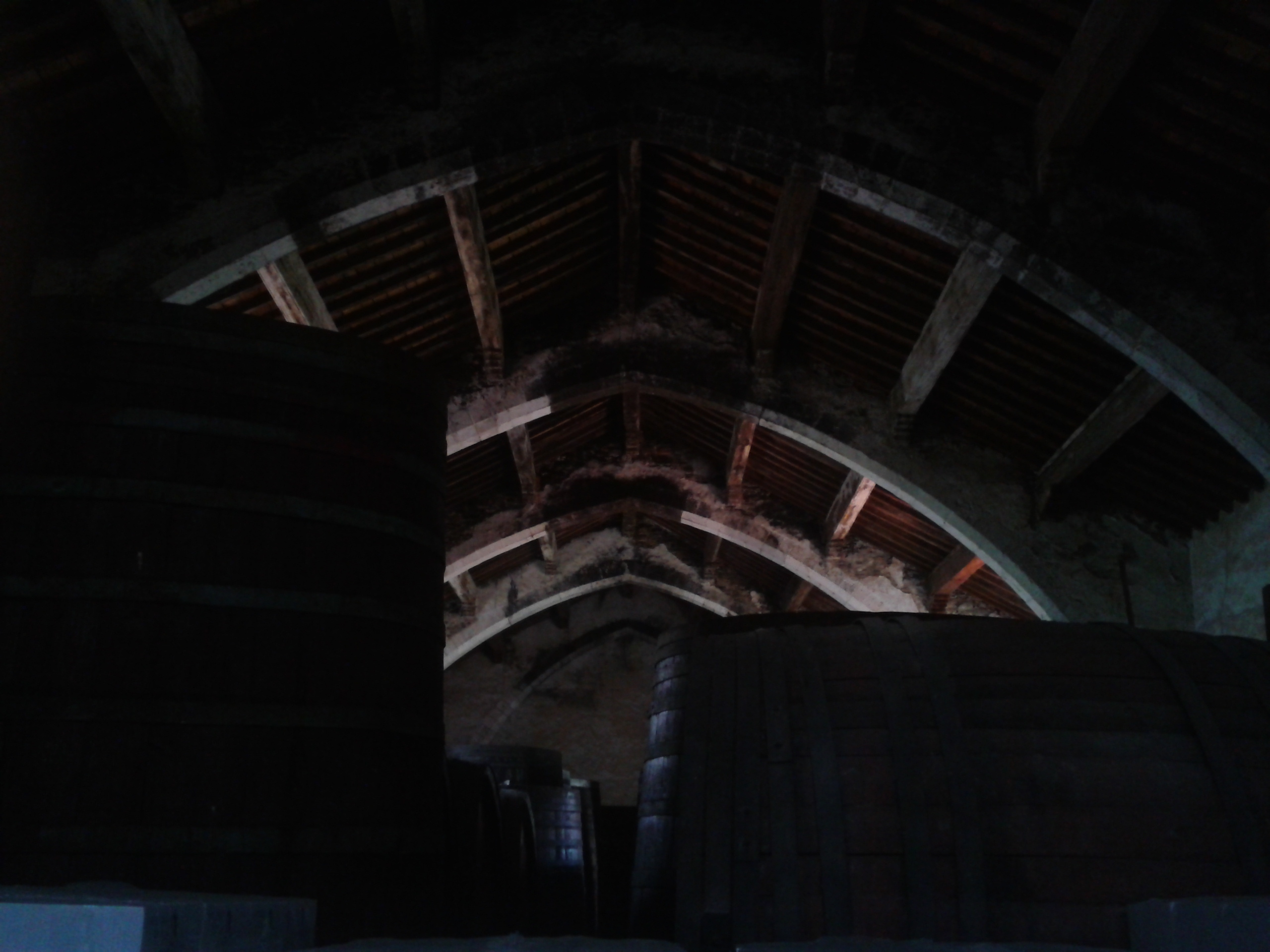
Voutes et charpente de l'église.

## Le cloître

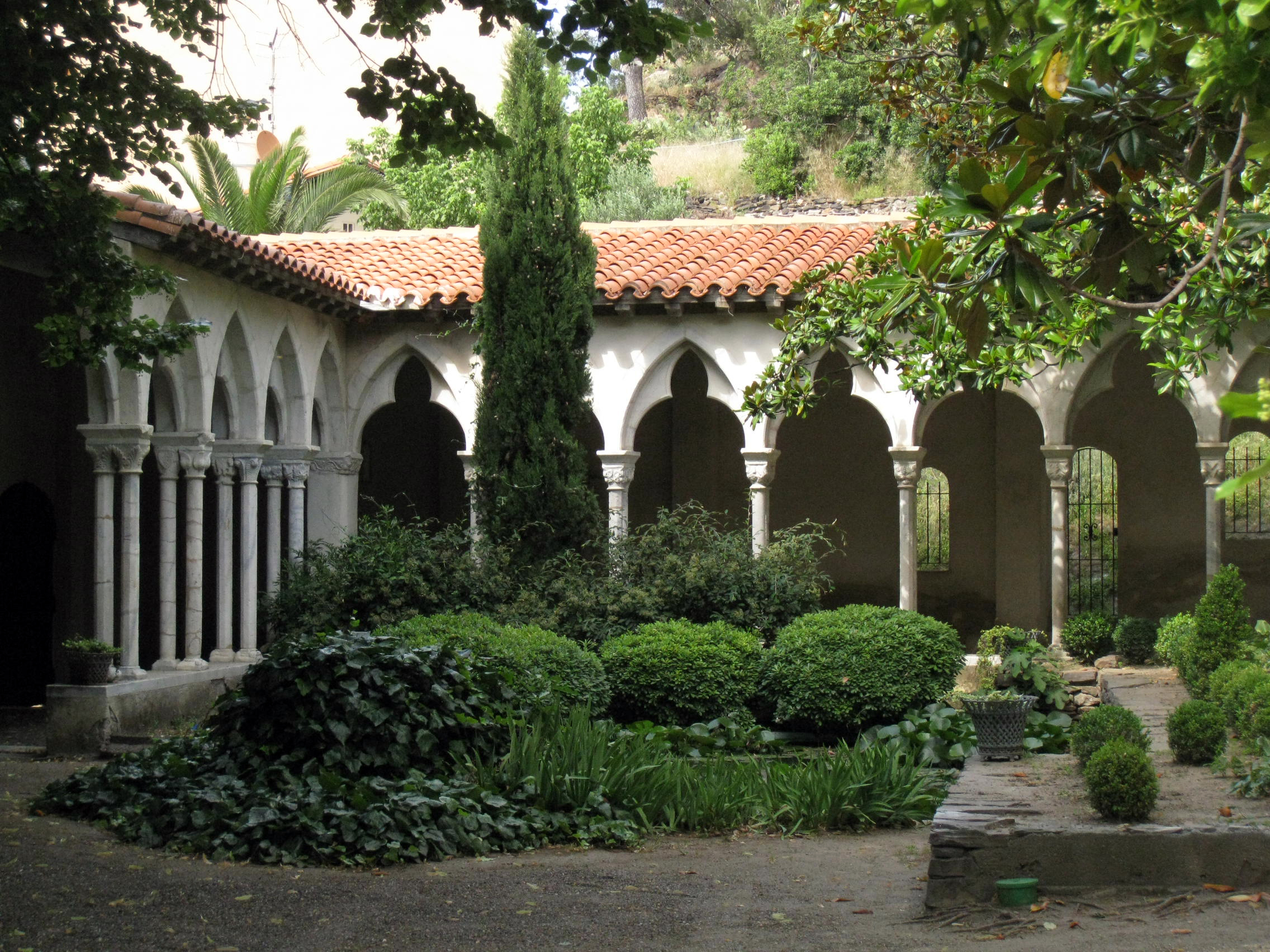
Vestiges du cloître remontés dans le jardin du musée Pams.

Comme beaucoup d’autres dans la région, le cloître de l’ancien couvent des Dominicains de Collioure fut victime de l’elginisme. Aucun document antérieur à la Révolution française ne donne de description de ce cloître. Son existence est attestée par un certain nombre de vestiges architecturaux aujourd’hui remontés et exposés dans les jardins du musée Pams de la ville de Collioure. Dans son état complet, ce cloître se présentait sous la forme d’un quadrilatère irrégulier. Son plan a pu être reconstitué par le service départemental de l’architecture des Pyrénées-Orientales. Les arcades en arc brisé conservées se découpent en trois lobes. Une arcade se compose de quatre colonnes. Les corbeilles des chapiteaux sont essentiellement ornées de feuillages. On peut également observer quelques visages humains et des représentations d’animaux.

## Les bâtiments conventuels

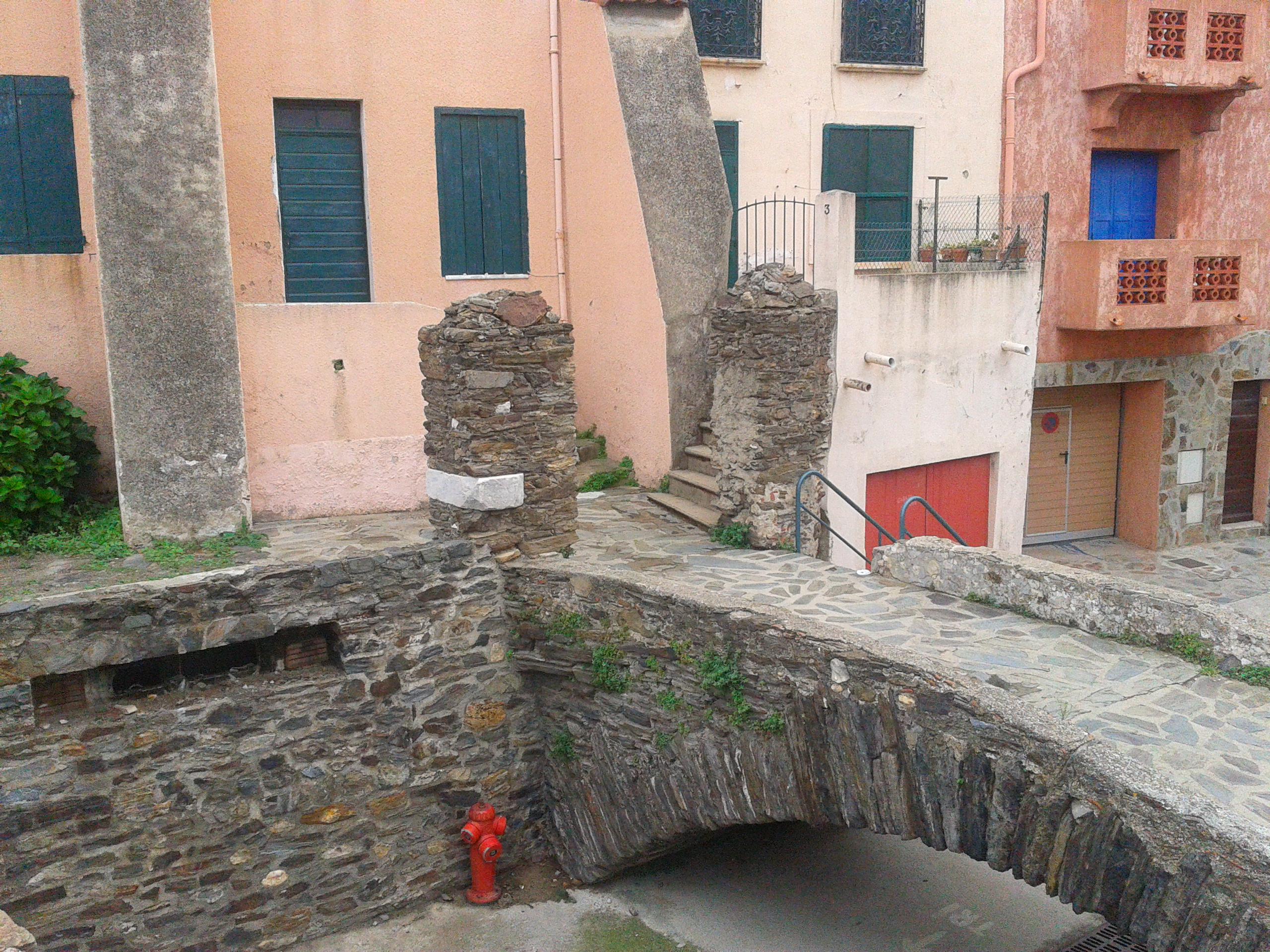
Blocs de marbres provenant du couvent en réemplois dans des constructions des alentours.

Au nord de l’église conventuelle se trouve aujourd’hui un ensemble de maisons. À l’origine se trouvaient les bâtiments conventuels de ce couvent. Certaines de ces maisons ont été construites ex nihilo tandis que d’autres se sont simplement appuyées sur le bâti ancien. On y distingue des éléments de remploi comme des colonnettes, un pilier d’angle en marbre ou un arc diagonal en briques, un puits ou encore des pierres gravées. Cet ensemble est actuellement difficilement recomposable.
Depuis 1926, le couvent sert de cellier aux  vignerons de Collioure.